# Gayenna
Genre
Synonymes
- Mezenia Simon, 1897 nec Stuckenberg, 1895
- Mezenina Strand, 1932

Gayenna est un genre d'araignées aranéomorphes de la famille des Anyphaenidae.

## Distribution
Les espèces de ce genre se rencontrent en Amérique du Sud et au Mexique.

## Liste des espèces
Selon World Spider Catalog (version 25.5, 04/02/2025) :
- Gayenna americana Nicolet, 1849
- Gayenna brasiliensis Roewer, 1951
- Gayenna chrysophila Mello-Leitão, 1926
- Gayenna furcata (Keyserling, 1879)
- Gayenna ignava Banks, 1898
- Gayenna moreirae (Mello-Leitão, 1915)
- Gayenna orizaba Banks, 1898
- Gayenna trivittata (Bertkau, 1880)
- Gayenna vittata (Keyserling, 1881)

## Systématique et taxinomie
Ce genre a été décrit par Nicolet en 1849.
Mezenia Simon, 1897, préoccupé par Mezenia Stuckenberg, 1895, remplacé par Mezenina par Strand en 1932, a été placé en synonymie par Ramírez et Kochalka en 1993.

## Publication originale
- Nicolet, 1849 : « Aracnidos. » Historia física y política de Chile, Zoología, vol. 3, p. 319-543.